# Pablo Marçal
Pablo Henrique Costa Marçal (Goiânia, 18 de abril de 1987) é um empresário, influenciador digital e político brasileiro filiado ao Partido Renovador Trabalhista Brasileiro (PRTB). Tornou-se mais conhecido por vender cursos de desenvolvimento pessoal nas redes sociais, quando se apresentava como "coach", além de sua trajetória política recente.
Em 2010, foi condenado a quatro anos e cinco meses de prisão por envolvimento com uma quadrilha que desviava dinheiro de contas bancárias de idosos; entretanto, a pena foi prescrita antes do trânsito em julgado. Em 2022, protagonizou uma expedição ao Pico dos Marins, situado na Serra da Mantiqueira, que demandou intervenção do corpo de bombeiros devido à exposição de 32 pessoas a riscos de vida, fato que teve intensa repercussão midiática.
No mesmo ano, foi pré-candidato à presidência da República pelo Partido Republicano da Ordem Social (PROS), mas sua candidatura não foi homologada em razão de divergências internas no partido, que decidiu apoiar Luiz Inácio Lula da Silva. À revelia do partido, Marçal apoiou o candidato da oposição, Jair Bolsonaro. Também nas eleições gerais de 2022, candidatou-se a deputado federal por São Paulo e obteve 243 mil votos; porém, após decisão liminar do ministro Ricardo Lewandowski, do Tribunal Superior Eleitoral, sua candidatura foi impugnada.
Nas eleições municipais de 2024, candidatou-se à prefeitura de São Paulo pelo Partido Renovador Trabalhista Brasileiro (PRTB). Destacou-se pela postura beligerante e campanha agressiva através das redes sociais, envolvendo inclusive acusações contra seus rivais. Durante um debate na TV Cultura, foi agredido com uma cadeira por José Luiz Datena após acusá-lo de estuprador e fazer uma série de provocações. Com essa estratégia, alcançou um posicionamento relevante nas principais pesquisas, ora empatado tecnicamente com Guilherme Boulos e Ricardo Nunes ora ocupando o primeiro, segundo ou terceiro lugar. No dia 4 de outubro de 2024, às vésperas do primeiro turno da eleição, divulgou um laudo falso acusando Boulos de ter sido internado por uso de cocaína. A circulação desse documento foi prontamente suspensa pela Justiça Eleitoral. Apesar da expressiva votação, foi derrotado por Nunes e Boulos no primeiro turno. Em fevereiro de 2025, foi condenado à inelegibilidade por oito anos pelo Tribunal Regional Eleitoral de São Paulo. Desta decisão em primeira instância, ainda cabe recurso ao Tribunal Superior Eleitoral.

## Política

### Eleições de 2022

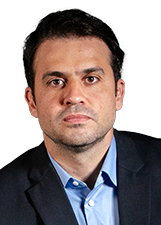
Foto de Pablo Marçal registrada pelo Tribunal Superior Eleitoral (TSE) nas eleições presidenciais no Brasil em 2022

Nas eleições presidenciais de 2022, o PROS anunciou a candidatura de Pablo Marçal à presidência da República, após convenção realizada em 31 de julho de 2022, sob a direção de Marcus Holanda. Seria a primeira candidatura independente do partido, porém, Eurípedes Júnior, que fora recém-empossado presidente do PROS, apresentou nova convenção partidária, que cancelou a candidatura de Marçal e endossou a candidatura de Luiz Inácio Lula da Silva.
Em conversa divulgada pela Folha, Holanda dizia esperar 200 milhões de reais de Marçal, auferidos de vaquinha entre seus seguidores nas redes sociais. A candidatura chegou a receber 485 mil reais em doação de pessoas físicas. Marçal recorreu ao Tribunal Superior Eleitoral, com posicionamento favorável da Procuradoria-Geral Eleitoral, sob o argumento de que a nova convenção desrespeitou o prazo determinado na legislação. Todavia, o Poder Legislativo indeferiu o recurso e manteve o cancelamento da candidatura, reconhecendo a legitimidade da decisão de Eurípedes Júnior. À revelia do partido, Marçal declarou apoio à reeleição de Jair Bolsonaro. Em junho de 2023, o empresário afirmou ser vítima de perseguições porque "sabem que uma hora vou ser presidente do Brasil".
Enquanto buscava invalidar judicialmente a decisão do partido, Marçal solicitou ao TSE que fosse permitida sua participação no primeiro debate presidencial, organizado pela Band em 28 de agosto de 2022, mas a ministra Maria Claudia Bucchianeri indeferiu o pedido. Em resposta, o ex-presidenciável organizou um protesto em frente à emissora. Apesar da candidatura à presidência sequer ter sido registrada, houve repercussão por veículos de imprensa como a Veja e o português Diário de Notícias, que destacavam o fato de Marçal ter exposto pessoas a risco de vida no Pico dos Marins.
A despeito do cancelamento da candidatura à presidência, Pablo Marçal candidatou-se a deputado federal por São Paulo. A candidatura ocorreu sob judice, pois seu registro fora indeferido pelo TRE-SP ao fim de setembro de 2022. Ainda assim, o empresário foi um dos vinte candidatos mais votados, com 243 mil votos. Em 6 de outubro, uma decisão do TRE-SP aprovou o registro da candidatura e, após retotalização dos votos, Marçal passou, temporariamente, à condição de eleito. Apesar disso, a candidatura foi indeferida pelo Tribunal Superior Eleitoral, e a vaga de Marçal passou a Paulo Teixeira, do PT.

#### Crimes eleitorais

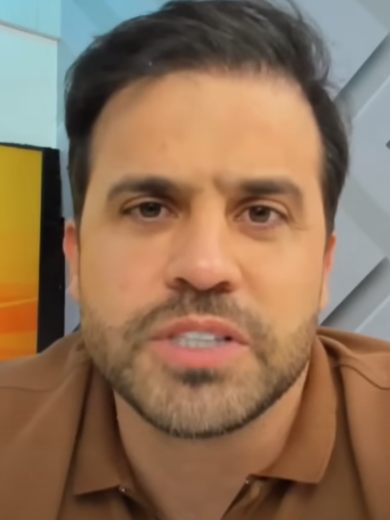
Pablo Marçal durante entrevista ao canal TV Brasil Central em 5 de agosto de 2022

Em agosto de 2022, Marçal era recordista em autofinaciamento, tendo doado mais de 500 mil reais à sua própria campanha. Há indícios de que esses valores doados à campanha foram repassados posteriormente às empresas de Pablo Marçal, a fim de ocultar a origem do dinheiro. Alguns dos mandados não chegaram a ser cumpridos, pois apenas uma sala de jogos e uma editora se encontravam no endereço das sedes das empresas. Marçal queixou-se de perseguição política.
Em julho de 2023, no âmbito da Operação Ciclo Fechado, a Polícia Federal executou mandados de busca e apreensão contra Marçal e seus correligionários, para investigar possíveis crimes eleitorais da sua tentativa de candidatura à presidência do Brasil nas eleições de 2022. A operação teve início após o Conselho de Controle de Atividades Financeiras (COAF) relatar 42 operações suspeitas nas contas bancárias de Pablo Marçal, que levaram à suspeita de lavagem de dinheiro.
No contexto das eleições gerais de 2022, Marçal publicou um conteúdo que associava o Partido dos Trabalhadores à distribuição do kit gay. O conteúdo foi apagado sob determinação do Tribunal Superior Eleitoral, sob a justificativa de ser "desinformação circular". Uma publicação de Marçal, que supostamente denunciava uma agressão sexual contra uma criança, foi removida do Instagram por ferir os termos de uso da plataforma. O vídeo, que expunha a cena de uma criança sendo beijada à força, supostamente teria sido gravado na Ilha do Marajó, e foi postado alguns dias após Damares Alves denunciar, sem provas, torturas, mutilações, abuso sexual e tráfico humano contra crianças nessa ilha.

### Relação com a família Bolsonaro
Marçal apoiou a campanha de Jair Bolsonaro no segundo turno das eleições de 2022, tendo inclusive participado de live com o presidenciável. Segundo a Folha, Carlos Bolsonaro chamou Marçal de "coach malandrão" e o acusou de querer vantagens financeiras ao apoiar Bolsonaro. O apoio incluiu orientações no debate presidencial da Band, com dicas de colocação diante das câmeras e de oratória. Segundo a Veja, Marçal foi considerado "a principal novidade da campanha" no segundo turno pelos correligionários de Jair Bolsonaro, apesar da reprovação de Carlos.

### Eleições de 2024
Em março de 2024, filiou-se ao Democracia Cristã (DC) a fim de ser candidato à Prefeitura de São Paulo; 14 dias depois, no entanto, foi para o Partido Renovador Trabalhista Brasileiro (PRTB) com o mesmo intuito e apresentou sua pré-candidatura à Prefeitura de São Paulo em 25 de maio de 2024. Terminou o pleito em terceiro lugar e recusou-se a apoiar o candidato situacionista, afirmando que Guilherme Boulos venceria as eleições.

#### Crimes eleitorais
Em 9 de agosto, a Justiça Eleitoral de São Paulo determinou que Marçal retirasse das redes sociais publicações que associavam Guilherme Boulos (PSOL), também candidato à Prefeitura da capital, ao uso de drogas. O pedido à Justiça foi feito pela campanha de Boulos durante as eleições municipais no mesmo ano. A defesa do candidato do PSOL afirmou que Pablo “inventou e espalhou fake news durante debate da TV Bandeirantes e em posts publicados nas redes sociais na madrugada do dia 8 para 9 do mesmo mês”. Segundo a reportagem do jornal Folha de S.Paulo, Marçal usou um processo sobre porte de drogas que, na verdade, citava Guilherme Bardauil Boulos, que foi o candidato a vereador de São Paulo pelo Solidariedade confundido com o nome similar ao do candidato a prefeito da mesma cidade, Guilherme Castro Boulos, e correu pelo Foro Central Criminal Barra Funda - 25ª Vara Criminal, em 2001.
No dia 13 de agosto, o Tribunal Regional Eleitoral de São Paulo (TRE-SP) determinou pela segunda vez que o candidato do PRTB à Prefeitura de São Paulo, Pablo Marçal, remova das redes sociais vídeos e postagem contra o adversário Guilherme Boulos, candidato do PSOL. Segundo o juiz do Tribunal, as postagens feitas por Marçal contra Boulos tem o único objetivo de difamação e não tem qualquer relevância eleitoral para os paulistanos que devem escolher em outubro daquele ano o próximo prefeito da capital paulista. Em 30 de agosto, o TRE-SP aplicou uma multa de 30 mil reais contra Marçal por publicar mentiras contra Boulos nas redes sociais. Segundo o juiz da Segunda Zona Eleitoral, Marçal fez uso das redes sociais para espalhar propaganda eleitoral negativa e inverídica contra Boulos, ao dizer que o oponente já foi preso com drogas e é “um drogado”. Uma reportagem publicada pelo UOL revelou que Marçal ocultou 22 milhões de reais na declaração patrimonial que apresentou ao Tribunal Superior Eleitoral (TSE) para concorrer às eleições municipais de 2024. O empresário reduziu o valor de duas empresas e deixou de declarar uma à Justiça Eleitoral. Segundo ele, a divergência nos dados foi um 'erro simples, questão de contabilidade'.
Na noite de 4 de outubro de 2024, menos de quarenta e oito horas antes do primeiro turno das eleições, Marçal publicou em suas redes sociais um documento médico falso afirmando que o candidato Guilherme Boulos (PSOL) teria sido atendido em uma clínica em Jabaquara e encaminhado para internação no dia 19 de janeiro de 2021 devido a um surto psicótico provocado pelo consumo de cocaína. Na data indicada no documento, Boulos fez uma transmissão ao vivo nas redes sociais, em sua casa, falando sobre a vacinação durante a pandemia de Covid-19, e visitou um vereador de Osasco, e no dia 20 de janeiro de 2021 postou fotografias participando de distribuição de cestas básicas.
O documento apresentava um número de RG que não era o de Boulos e continha uma assinatura atribuída ao médico José Roberto de Souza, já falecido. Uma ex-secretária e uma filha do médico afirmaram que a assinatura era uma falsificação, que ele nunca trabalhou na clínica citada no documento ou na capital paulista, e que em 2021 ele não exercia mais a medicina por conta de sua condição de saúde. A imprensa divulgou que o biomédico dono da clínica citada no documento falso era um apoiador de Marçal e já havia sido condenado em 2021 por utilizar um diploma de graduação em medicina e uma ata de colação de grau falsos para obter o registro profissional de médico. Posteriormente, o dono da clínica confirmou que Boulos nunca foi atendido no local e negou envolvimento com o documento falsificado, afirmando que seu nome foi usado sem consentimento. Em 5 de outubro de 2024, a Justiça Eleitoral, reconhecendo os indícios de falsificação, determinou a suspensão do perfil de Marçal no Instagram durante quarenta e oito horas, e a Polícia Federal abriu um inquérito para investigar o caso. O laudo pericial do Instituto de Criminalística de São Paulo concluiu pela falsidade da assinatura. Também no dia 5, Carla Maria de Oliveira e Souza, filha do médico citado no documento, entrou com uma ação popular pedindo a inelegibilidade de Marçal. No dia 7, a perícia da Polícia Federal concluiu que o laudo era falso.
Marçal terminou o período eleitoral como alvo de 129 processos na justiça eleitoral. No caso de condenação em alguns deles, há a possibilidade de se tornar inelegível por pelo menos 8 anos. Em 8 de novembro de 2024, a Polícia Federal indiciou Marçal pelo crime de uso de documento falso. O relatório da PF será enviado, sob jurisdição do TRE-SP, para o Ministério Público Eleitoral, que vai analisar se oferece denúncia ou não.
Em 29 de maio de 2025, o Ministério Público Eleitoral de São Paulo denunciou Marçal à Justiça Eleitoral pela divulgação de um laudo médico falso contra Guilherme Boulos durante as eleições municipais de 2024.

#### Participação em debates
No debate promovido pela TV Cultura no dia 15 de setembro de 2024 entre os candidatos à prefeitura de São Paulo, o candidato José Luiz Datena (PSDB) agrediu Marçal fisicamente com uma cadeira, após provocações deste. O debate teve que ser interrompido por minutos. Datena foi expulso do debate e Pablo Marçal foi levado em uma ambulância para o Hospital Sírio-Libanês. Foi divulgado pela campanha de Marçal que ele teve uma pequena fratura e que sua assessoria registrou um boletim de ocorrência contra Datena na Polícia Civil do Estado de São Paulo. Apesar das informações divulgadas, o hospital não confirmou que houve fratura e sim "traumatismo na região do tórax à direita e em punho direito, sem maiores complicações associadas", e Marçal teve alta na manhã do dia 16 de setembro. O laudo do Instituto Médico Legal concluiu que não houve fratura e indicou lesão corporal leve. Em 20 de setembro, Marçal admitiu ter usado uma ambulância para ir ao hospital depois da cadeirada para "fazer uma cena" e que "dava para ir correndo para o hospital".
Durante o debate organizado pelo grupo Flow em 23 de setembro de 2024, em suas considerações finais, a poucos segundos do encerramento do programa, Pablo Marçal fez acusações contra o prefeito Ricardo Nunes (MDB), candidato à reeleição, e voltou a afirmar que o emedebista seria preso. Apesar das advertências pelo apresentador Carlos Tramontina, o empresário insistiu nas falas, o que culminou em sua expulsão. Momentos depois, Nahuel Gomez Medina, assessor de Marçal, protagonizou um incidente ao agredir fisicamente o marqueteiro de Ricardo Nunes com um soco. Em consequência da agressão, o referido assessor foi prontamente detido pelas autoridades competentes que estavam presentes no evento. Medina é dono de uma produtora de vídeo e é apontado por Marçal como sócio na empresa Marshall Filmes. No dia 27 de setembro, a justiça concedeu medida protetiva ao marqueteiro Duda Lima contra Nahuel Medina. Pela decisão, os dois deviam ficar separados por uma distância mínima de 10 metros nos debates, e havia medidas de distância considerando saída dos debates e distância de 300 metros quando não estivessem acompanhando seus candidatos.

### Desempenho eleitoral
| Ano  | Eleição                | Partido | Candidato a      | Votos     | %      | Resultado  | Ref    |
| ---- | ---------------------- | ------- | ---------------- | --------- | ------ | ---------- | ------ |
| 2022 | Estaduais em São Paulo | PROS    | Deputado federal | 243 037   | 1,02%  | indeferido | [ 82 ] |
| 2024 | Municipal de São Paulo | PRTB    | Prefeito         | 1 719 724 | 28,14% | indeferido | [ 83 ] |

### Inelegibilidade
Em 21 de fevereiro de 2025, Marçal foi condenado pela Justiça Eleitoral por abuso de poder político e econômico, uso indevido de meios de comunicação e captação ilícita na campanha à Prefeitura de São Paulo em 2024. O juiz Antonio Maria Patiño Zorz o tornou inelegível por oito anos, a partir de 2024. As ações, movidas por PSOL e PSB, apontaram que Marçal oferecia apoio a candidatos a vereador em troca de doações via Pix e usava redes sociais para espalhar desinformação e propaganda negativa contra adversários. Marçal nega irregularidades e afirmou que recorrerá da decisão. Sua defesa e o PRTB alegam que a condenação foi desproporcional e confiam na reversão pelo Tribunal Regional Eleitoral de São Paulo.
Em 27 de abril de 2025, Marçal foi condenado pela segunda vez pela Justiça Eleitoral de São Paulo à inelegibilidade por oito anos por promover concursos de cortes de vídeos na disputa pela Prefeitura da capital em 2024.
Em 22 de julho de 2025, Marçal foi condenado pela terceira vez pela Justiça Eleitoral de São Paulo à inelegibilidade por oito anos por uso indevido dos meios de comunicação social, captação e gastos ilícitos de recursos e abuso de poder econômico na campanha para a Prefeitura da capital em 2024.

## Controvérsias

### Condenação por furto qualificado
Em 2010, Pablo Marçal foi condenado em primeira instância a quatro anos e cinco meses de reclusão por envolvimento em uma quadrilha que desviou dinheiro de contas bancárias em 2005, quando tinha 18 anos de idade, tendo sido preso temporariamente também em 2005, durante a investigação.
O grupo criava sites falsos de instituições financeiras e enviava e-mails fraudulentos para roubar informações das vítimas com programas conhecidos como cavalos de Troia. Segundo a investigação, Marçal capturava e-mails de vítimas para um dos líderes, o pastor Danilo de Oliveira, e consertava computadores dos criminosos. Marçal admitiu ter colaborado com o grupo, mas afirmou desconhecer os atos ilícitos, apesar da existência de áudios, obtidos por meio de grampos telefônicos da Polícia Federal, em que Marçal confirmou a um dos chefes da quadrilha que estava capturando os e-mails para os golpistas. Sua pena foi extinta em 2018 por prescrição retroativa.

### Expedição ao Pico dos Marins
Em 5 de janeiro de 2022, Marçal conduziu 32 pessoas numa escalada ao Pico dos Marins, na Serra da Mantiqueira, em um contexto meteorológico adverso, sem os equipamentos adequados. Devido à chuva, o Corpo de Bombeiros precisou organizar uma operação de resgate ao grupo, com nove horas de duração. Marçal alegou, em sua defesa, que o Corpo de Bombeiros foi acionado por precaução, o que foi contestado por profissionais da corporação. A atitude do empresário foi duramente criticada por autoridades, pela imprensa brasileira e pelo bombeiro Pedro Aihara, que chamou Marçal de "fanfarrão", e que "ele foi totalmente irresponsável". A fim de mostrar os riscos a que a multidão foi exposta, o programa Fantástico levou um grupo de profissionais a uma trilha no Pico dos Marins.
Em consequência dessa atitude, Marçal foi proibido, por medida cautelar, de "realizar qualquer atividade externa, precipuamente na natureza (seja em montanhas, picos, rios, lagos, mares, ou em locais correlatos), por si ou por interposta pessoa, sem prévia e expressa autorização da Polícia Militar". Um inquérito foi aberto pela Polícia Civil por tentativa de homicídio supostamente praticada por Marçal, apesar de tentativas malsucedidas dos oficiais de justiça de intimar o empresário. Entretanto, no parecer do delegado responsável, Marçal não foi apontado como culpado pelo ocorrido e não foi indiciado, sob a justificativa de que os envolvidos agiram por conta própria. O Ministério Público questionou o resultado desse inquérito e a legitimidade do depoimento de algumas testemunhas, que trabalham na empresa de Marçal.
Em maio de 2025, Marçal virou réu em processo sobre o caso.

### Curandeirismo
Em dezembro de 2021, em Goiânia, Pablo Marçal chegou a tentar curar uma senhora cadeirante diagnosticada com tetraplegia, mas não obteve sucesso em sua tentativa. Em agosto de 2024, durante uma entrevista concedida ao Flow Podcast, Marçal afirmou ter tentado ressuscitar duas pessoas falecidas durante velório. Ele descreveu-se como um "fracassado" por ter realizado orações com o propósito de restituir a vida aos mortos, sem, contudo, obter êxito, ou seja, sem conseguir que os falecidos voltassem à vida.

### Condições de trabalho de funcionários
Pablo Marçal é proprietário da empresa Plataforma Internacional, que é investigada por desrespeitar as normas sanitárias durante a pandemia de COVID-19, como obrigatoriedade de uso de máscaras e isolamento social.
Bruno da Silva Teixeira, 26 anos, era funcionário da XGrow, parte da Plataforma Internacional, e morreu, após sofrer parada cardíaca, durante um desafio organizado pela empresa. O óbito ocorreu no 15.º quilômetro do percurso, que totalizaria 42 quilômetros, o dobro do proposto inicialmente. A maratona ocorreu poucos dias após Marçal vangloriar-se de ter percorrido 42 quilômetros. O caso está sob investigação da Polícia Civil. Após o caso, funcionários denunciaram que havia pressão dentro da empresa para que fizessem atividades físicas, sob o risco de demissão, e sem solicitação de exames médicos.

### Notícias falsas
Em janeiro de 2024, Marçal se tornou um meme e foi criticado por sua fala em uma palestra, onde diz que teria identificado uma pane em um helicóptero antes do piloto e então o teria acalmado. Vários usuários acusaram a história de mentirosa, incluindo o especialista em aviação Lito Sousa.
No dia 8 de maio, a Advocacia-Geral da União (AGU) acionou Marçal na Justiça sobre notícias falsas espalhadas sobre a atuação dos militares nas enchentes no Rio Grande do Sul.
Em palestras e entrevistas, Marçal afirmou ter criado um banco chamado General Bank, e a suposta instituição cobraria o valor de 45 reais para abertura de contas no Asaas, uma fintech que não cobra taxas de inscrição. De acordo com o portal Metrópoles, Marçal fez o registro de marca no Instituto Nacional da Propriedade Industrial, mas não há registro no Banco Central.

### Camizungo
Em 2019, em conjunto com o pastor Itamar de Almeida Vieira, promoveu o projeto "Comunidade Sustentável de Camizungo", arrecadando dinheiro pela internet com a alegada finalidade de construir 300 casas no povoado de Camizungo, em Angola. Entretanto, apenas 1,5 milhão dos 4,5 milhões de reais auferidos foram de fato investidos. Marçal explorou politicamente esse projeto, afirmando em debates que tinha experiência para "desfavelizar" o município de São Paulo, entretanto, apenas 30 casas foram construídas.

### Filiação ao PT
Em novembro de 2024, Marçal foi surpreendido ao descobrir que seu nome constava como filiado ao Partido dos Trabalhadores (PT) no sistema do Tribunal Superior Eleitoral (TSE). Marçal, que havia disputado a Prefeitura de São Paulo pelo PRTB, negou ter solicitado a filiação e classificou o ocorrido como uma "manipulação orquestrada" destinada a prejudicar sua imagem e crescimento político. O PT informou que cancelou o registro de filiação de Marçal, alegando que seus dados pessoais foram inseridos em uma plataforma aberta de filiações online, onde qualquer pessoa pode se registrar fornecendo informações básicas. No entanto, até 28 de Novembro, o TSE ainda listava Marçal como membro do partido. Marçal anunciou que tomaria medidas legais para anular a filiação, afirmando que a ação visava removê-lo de pesquisas eleitorais e eliminar concorrentes para as eleições de 2026. O incidente ocorreu em meio a negociações de Marçal para se filiar ao União Brasil, partido com o qual ele vinha mantendo conversas visando futuras candidaturas.

### Viagem à Israel
Em junho de 2025, em meio a Guerra Irã-Israel, Marçal viajou para Israel com um grupo de pessoas no chamou de "jornada espiritual".

## Vida pessoal
Casado com Ana Carolina Marçal, com quem tem quatro filhos, Pablo Marçal é bacharel em direito pela Universidade Paulista. Torcedor do São Paulo Futebol Clube, o empresário costuma acompanhar o clube em jogos realizados no Estádio Morumbis.

### Religião
Marçal afirma ser cristão, mas não costuma declarar publicamente a sua denominação. Ele afirmou que, para ele, o cristianismo é um "lifestyle" e que não paga o dízimo desde 2018. Contudo, em vídeo onde convoca pastores para sua campanha, afirma fazer parte da Igreja Videira, onde começou a trabalhar nos anos 2000 como técnico de som. As palestras de Marçal estão classificadas como "teologia coaching" por unir elementos de coaching e pregação neopentecostal. O empresário criou o projeto "Quartel General do Reino", que atua de forma similar a uma igreja, realizando cultos, ceias e batismos.

### Patrimônio
Nas eleições gerais no Brasil em 2022, declarou um patrimônio de 16,9 milhões de reais, posteriormente retificado para 96,2 milhões de reais. Nas eleições municipais de 2024, Marçal declarou ter um patrimônio de 193,5 milhões de reais.

## Livros
- 8 Caminhos que Levam à Riqueza (2022)[127]
- A Chave Mestra do Universo (2022)[128]
- Destravar Digital (2022)[129]
- Como Fazer um Milhão Antes dos 20 (2022)[130]
- Antimedo (2023)[131]
- Os Códigos do Mindset da Prosperidade (2023)[132]
- O Destravar da Inteligência Emocional (2023)[133]
- Os Códigos do Milhão (2023)[134]
- A Arte de Negociar (2023)[135]
- A Arte de Confrontar (2024)[136]
- A Arte de Prosperar (2024)[137]
- Sangue, Suor, Lágrimas e Gordura (2024)[138]